# Televiziunea Română
A Televiziunea Română (TVR, magyarul Román Televízió) Románia országos közszolgálati televíziós intézménye.

## Története

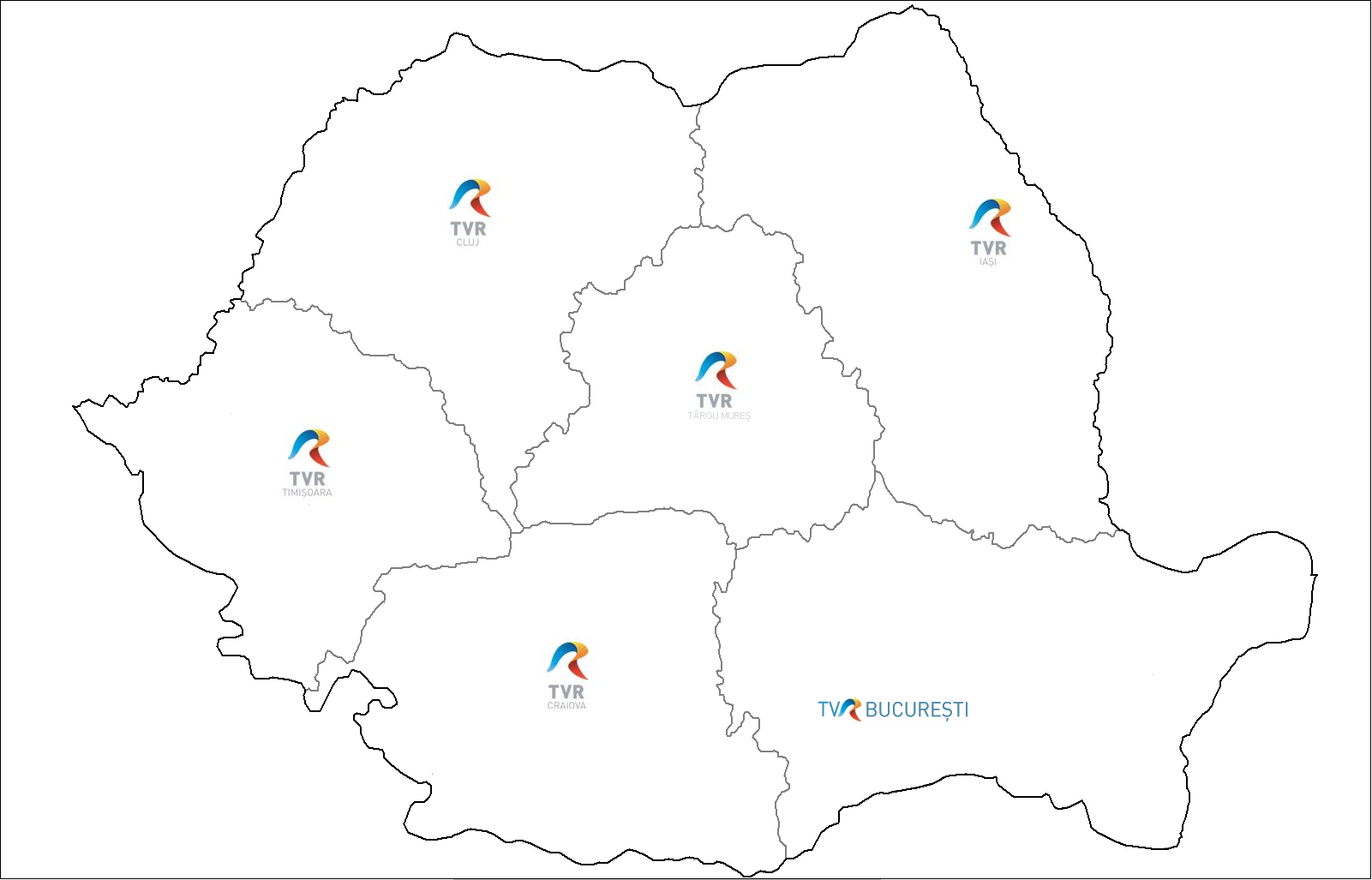
A TVR regionális stúdiói

A Televiziunea Română 1956. december 31-én kezdte meg adását Bukarestben egy kis filmstúdióban a Molière utcában. 1969-ben egy nagyobb épületbe a Dorobanților sugárútra költözött. A második csatornát, a TVR2-t 1968-ban alapították. 1985-ben Elena Ceaușescu felfüggesztette a 2-es csatorna sugárzását (energiatakarékossági okokból), és egészen a kommunista rezsim megdőléséig nem volt TVR2. 1983-tól a TVR már színes felvételeket sugárzott. Habár a keleti blokk országai a szovjet SECAM rendszert használták, a TVR a PAL-rendszert használta. 1990 májusától újra sugárzott a TVR2 is.
1993. január 1-jétől a TVR is tagja lett az Európai Műsorsugárzók Uniójának.
1993. június 1-jén a TVR 1-esen bevezették a Teletextet.
1995. december 1-jén a román televízió elindította a TVR Internațional (TVRi) műholdas csatornáját, amit a határon túli románoknak készítettek. 2002-ben elkezdte adását a TVR Cultural.
1969–1985 között és 1990 óta magyar nyelvű adást is sugároz.

### Fejlődési szakaszok
- 1956. december 31-én hivatalosan felavatták a Román Televíziót a Molière utcában.
- 1957 februárjában a Szovjetunióból hozták az első háromkamerás TVR riportkocsit, amelyet két buszra telepítettek. Így készült el az első élő közvetítés az Yves Montand által a Floreasca Sportcsarnokban adott előadás alkalmából.
- 1957. május 5-én került sor az első élő sportközvetítésre.
- 1957. június 1-én sugározták az első gyermekműsort.
- 1957. július 1-jétől a TVR a hét négy napján, októbertől pedig öt napján sugároz: hétfőn, kedden, csütörtökön, szombaton és vasárnap.
- 1959. május 3-án megvásárolták az első negatív-pozitív filmmásolót.
- 1961: A TVR, műsorát a hét hat napján sugározta, azok körülbelül 3-4 óráig tartanak, kivéve vasárnap, amikor van egy reggeli program is.
- 1961: Megalakult az első szinkronizáló és szerkesztő stúdió, amely saját produkciójának (dokumentumfilm, szórakozás) diverzifikálásához vezetett. A forgatott műsorokat azonban véletlenszerűen, különböző helyiségekben, nem megfelelő tárolási körülmények között archiválták és tárolták.
- 1962: További két riportkocsit vásárolt a Televízió.
- 1963: A TVR csatlakozott az Eurovízió és az Intervízió programcsere-hálózathoz.
- 1966. július 1-jétől a heti hat alkalommal sugárzott műsorok 18.00-kor kezdődtek és 23.00-23.30 körül befejeződtek. Ezen felül vasárnaponként reggeli műsort sugároztak.
- 1968. április 29-től hétfőn is sugározták a műsorokat.
- 1968: A 2. programot (TVR-2) május 2-án avatták fel az 1. program (TVR-1) korábbi állomásán – a FIF / VHF 2. csatornán. Kezdetben csak heti egy napot sugárzott.
- 1968: Színes televíziós tesztek. Románia megpróbálta adaptálni az egyik meglévő szabványt. A pénzhiány miatt azonban a projektet felfüggesztették.
- 1969: Novemberben elindult a magyar (heti 2 óra 30 perc) és német (heti 1 óra 45 perc) adás.
- 1972: A 2. program (TVR-2) minden nap sugárzott; a lefedettség azonban csak a terület 15-20%-át tette ki.
- 1973: Az 1. és 2. program heti 100 órás adásmennyiséget ért el.
- 1975: A PAL / SECAM színes adást sikeresen tesztelték a Casa Scânteii adóin keresztül. Azonnal kidolgozták a színes televíziózásra vonatkozó átmeneti tervet. A kérelmet azonban a politikai hatalom elutasította.
- 1978: Ez év végén érezhetőek az "energiatakarékossági" politika első hatásai: a televíziós műsorok átlagosan heti másfél órával csökkentek.
- 1979: A TVR megkezdte a színes műsorok gyártását. Az adás azonban továbbra is fekete-fehér.
- 1982. február 1-jétől érezhetők az "energiatakarékosság" további hatásai: hétfőtől szombatig 18 és 20 óra között nincs adás.
- 1982: Számos, be nem jelentett színes közvetítés zajlott. Az adás- és hírstúdiók színezése elkészült. A TVR hallgatólagosan a PAL rendszer mellett dönt.
- 1983: Hivatalosan megtörtént az első hivatalos színátvitel.
- 1983. november 27-től a TVR időtartama drasztikusan csökkent. A 2. program csak heti két napon sugárzott. Az 1. program adásideje is egyre csökkent.

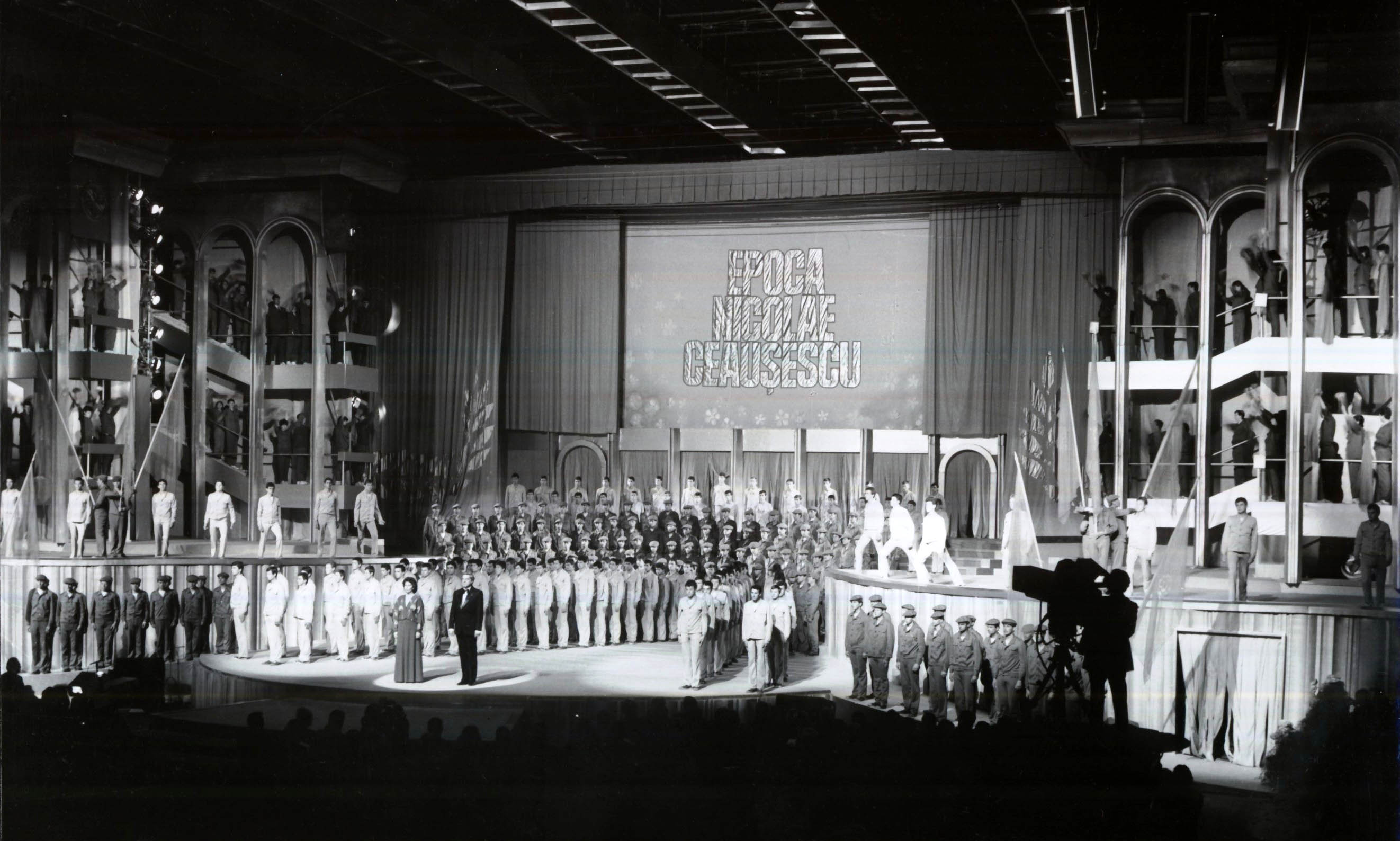
Propaganda TV-műsor 1986-ból, Nicolae Ceaușescu-korszak címmel

- Propaganda TV-műsor 1986-ból, Nicolae Ceaușescu-korszak címmel1985: Elena Ceaușescu felfüggesztette a 2-es csatorna sugárzását energiatakarékossági okokból. Az 1. program pedig csak két órán keresztül folytatta adásait, hétfőtől péntekig 20 és 22 óra között. A magyar adás is megszűnt.
- 1988: Megvásárolták az első Betacam SP videokamerákat.
- 1989: A decemberi események után a csatorna ideiglenesen nevet váltott, új neve: TVRL (Független Román Televízió).
- 1990 óta újra volt magyar adás a Televízióban.
- 1990 óta újra sugárzott a 2. program.
- 1993: Bevezették a Teletext-et a TVR1-be.
- 1995: Megvásárolták az első digitális riport-autót és az első digitális utómunkálati rendszert.
- 1995: December 1-én a TVR International megkezdte adását.
- 1998: Elindul az első TVR weboldal, a www.tvr.ro webcímen.
- 2001: A TVR 1-et átnevezték Románia 1 névre (egészen 2004-ig, amikor is visszatér a régi nevéhez).
- 2002: Április 26-án elindult a TVR Cultural csatorna. Az összes TVR-csatornát műhold sugározza.
- 2007: A chișinăui kommunista hatóságok megszüntették a TVR közvetítési jogát a Moldovai Köztársaságban.
- 2008 áprilisában a TVR megkezdte a HD sugárzását TVR HD néven.
- 2009: A TVR katasztrofális kezelése drámai módon elvesztette közönségét minden csatornán. A pénzügyi veszteségek gyorsan halmozódtak. Javaslat a TVR csatornák számának csökkentésére.
- 2012: A társaság elindította a TVR+ platformot, egy VOD-szolgáltatást, amely a legfontosabb műsorokat és felvételeket tartalmazta a TVR archívumából.
- 2012: Hatalmas pénzügyi problémák, több TVR-csatorna is megszűnt.
- 2019. november 3-tól a TVR 1 és a TVR 2 HD adásra váltott, a TVR HD 11 év után befejezte adását.

### Frekvenciakiosztás nemzetközi megállapodások szerint
Románia az OIRT szervezet tagja volt, a K szabvány szerint sugározta a műsorokat. A színes televízió a PAL norma szerint működött.
| European Broadcasting Conference, Stockholm 1952 | European Broadcasting Conference, Stockholm 1952 | European Broadcasting Conference, Stockholm 1952 | European Broadcasting Conference, Stockholm 1952 | European Broadcasting Conference, Stockholm 1952 |
| localitate                                       | hely                                             | frekvencia, MHz                                  | teljesítmény, kW                                 | csatorna                                         |
| ------------------------------------------------ | ------------------------------------------------ | ------------------------------------------------ | ------------------------------------------------ | ------------------------------------------------ |
|                                                  |                                                  | kép és hang                                      | kép és hang                                      |                                                  |
| Roman                                            | Románvásár                                       | 41,75/48,25                                      | 100/50                                           | original OIRT I.                                 |
| Cluj                                             | Kolozsvár                                        | 49,75/56,25                                      | 100/50                                           | original OIRT II.                                |
| București                                        | Bukarest                                         | 59,25/65,75                                      | 100/50                                           | original OIRT III.                               |
| București                                        | Bukarest                                         | 185,25/191,75                                    | 100/50                                           | original OIRT 6                                  |
| Deva                                             | Déva                                             | 177,25/183,75                                    | 60/30                                            | original OIRT 7                                  |
| Iași                                             | Jászvásár                                        | 177,25/183,75                                    | 10/5                                             | original OIRT 7                                  |
| Baia Sprie                                       | Felsőbánya                                       | 185,25/191,75                                    | 30/15                                            | original OIRT 6                                  |
| București                                        | Bukarest                                         | 185,25/191,75                                    | 100/50                                           | original OIRT 6                                  |
| Roman                                            | Románvásár                                       | 193,25/199,75                                    | 100/50                                           | original OIRT 7                                  |
| Târgu Jiu                                        | Zsilvásárhely                                    | 193,25/199,75                                    | 30/15                                            | original OIRT 7                                  |
| Timișoara                                        | Temesvár                                         | 201,25/207,75                                    | 30/15                                            | original OIRT 8                                  |
| Orașul Stalin                                    | Brassó                                           | 209,25/215,75                                    | 100/50                                           | original OIRT 9                                  |
| Geneva 1960                                      |                                                  |                                                  |                                                  |                                                  |
| Bacău                                            | Bákó                                             | 49,75/56,25                                      | 150/50                                           | OIRT 1                                           |
| București                                        | Bukarest                                         | 59,25/65,25                                      | 100/50                                           | OIRT 2                                           |
| Oradea                                           | Nagyvárad                                        | 77,25/83,75                                      | 120/30                                           | OIRT 3                                           |
| Turnu Severin                                    | Szörényvár                                       | 77,25/83,75                                      | 15/3,75                                          | OIRT 3                                           |
| Petroșani                                        | Petrozsény                                       | 85,25/91,85                                      | 12/3                                             | OIRT 4                                           |
| Suceava                                          | Szucsáva                                         | 85,25/91,85                                      | 100/25                                           | OIRT 4                                           |
| Gheorgheni                                       | Gyergyószentmiklós                               | 93,25/99,75                                      | 50/15                                            | OIRT 5                                           |
| Ploiești                                         |                                                  | 175,25/181,75                                    | 150/30                                           | OIRT 6                                           |
| Sibiu                                            | Nagyszeben                                       | 183,25/189,75                                    | 50/10                                            | OIRT 7                                           |
| Câmpulung                                        | Hosszúmező                                       | 191,25/197,75                                    | 15/5                                             | OIRT 8                                           |
| Craiova                                          |                                                  | 191,25/197,75                                    | 150/30                                           | OIRT 8                                           |
| Iași                                             | Jászvásár                                        | 199,25/205,75                                    | 15/5                                             | OIRT 9                                           |
| Timișoara                                        | Temesvár                                         | 199,25/205,75                                    | 50/15                                            | OIRT 9                                           |
| Baia Mare                                        | Nagybánya                                        | 207,25/213,75                                    | 15/5                                             | OIRT 10                                          |
| Constanța                                        | Konstanca                                        | 207,25/213,75                                    | 50/15                                            | OIRT 10                                          |
| Cluj                                             | Kolozsvár                                        | 215,25/221,75                                    | 15/5                                             | OIRT 11                                          |
| Deva                                             | Déva                                             | 223,25/229,75                                    | 20/7                                             | OIRT 12                                          |
| Focșani                                          | Foksány                                          | 223,25/229,75                                    | 20/7                                             | OIRT 12                                          |
| Stockholm 1961                                   |                                                  |                                                  |                                                  |                                                  |
| Bistrița                                         | Beszterce                                        |                                                  | 300                                              | 21                                               |
| Calafat                                          |                                                  |                                                  | 100                                              | 21                                               |
| Timișoara                                        | Temesvár                                         |                                                  | 600                                              | 21                                               |
| Hârlău                                           | Harló                                            |                                                  | 100                                              | 22                                               |
| Ploiești                                         |                                                  |                                                  | 600                                              | 22                                               |
| Călărași                                         |                                                  |                                                  | 300                                              | 23                                               |
| Cluj                                             | Kolozsvár                                        |                                                  | 300                                              | 23                                               |
| Focșani                                          | Foksány                                          |                                                  | 300                                              | 23                                               |
| Câmpulung                                        | Hosszúmező                                       |                                                  | 300                                              | 24                                               |
| Babadag (Dobrudzsa)                              |                                                  |                                                  | 600                                              | 24                                               |
| Novaci (Gorj)                                    |                                                  |                                                  | 100                                              | 24                                               |
| Huedin                                           | Bánffihunyad                                     |                                                  | 100                                              | 25                                               |
| Roșiori (Teleorman)                              |                                                  |                                                  | 100                                              | 25                                               |
| Toplița                                          | Maroshévíz                                       |                                                  | 100                                              | 25                                               |
| Târgu Mureș                                      | Marosvásárhely                                   |                                                  | 300                                              | 26                                               |
| Galați                                           | Galac                                            |                                                  | 300                                              | 26                                               |
| Abrud                                            | Abrudbánya                                       |                                                  | 100                                              | 28                                               |
| Buzău                                            | Bodzavásár                                       |                                                  | 300                                              | 28                                               |
| Constanța                                        | Konstanca                                        |                                                  | 300                                              | 30                                               |
| Oaș                                              | Avasfelsőfalu                                    |                                                  | 100                                              | 30                                               |
| Vascau                                           | Vaskoh                                           |                                                  | 300                                              | 30                                               |
| București                                        | Bukarest                                         |                                                  | 600                                              | 34                                               |
| Iași                                             | Jászvásár                                        |                                                  | 300                                              | 34                                               |
| Moldova Noua                                     | Újmoldova                                        |                                                  | 100                                              | 34                                               |
| Argeș                                            | Argyasudvarhely                                  |                                                  | 100                                              | 36                                               |
| Reșița                                           | Resicabánya                                      |                                                  | 300                                              | 36                                               |
| Slobozia (Ialomița)                              |                                                  |                                                  | 100                                              | 36                                               |
| Suceava                                          | Szucsáva                                         |                                                  | 600                                              | 36                                               |
| Bacău                                            | Bákó                                             |                                                  | 600                                              | 37                                               |
| Baia Mare                                        | Nagybánya                                        |                                                  | 600                                              | 37                                               |
| Giurgiu                                          | Gyurgyevó                                        |                                                  | 100                                              | 37                                               |
| Tulcea                                           | Tulcsa                                           |                                                  | 100                                              | 37                                               |
| Bârlad                                           | Barlád                                           |                                                  | 300                                              | 38                                               |
| Sibiu                                            | Nagyszeben                                       |                                                  | 600                                              | 38                                               |
| Piatra Neamț                                     | Karácsonkő                                       |                                                  | 100                                              | 39                                               |
| Craiova                                          | Krajova                                          |                                                  | 600                                              | 39                                               |
| Zalău                                            | Zilah                                            |                                                  | 100                                              | 39                                               |
| Cluj                                             | Kolozsvár                                        |                                                  | 300                                              | 40                                               |
| Focșani                                          | Foksány                                          |                                                  | 300                                              | 40                                               |
| Turnu Severin                                    | Szörényvár                                       |                                                  | 300                                              | 40                                               |
| Huedin                                           | Bánffyhunyad                                     |                                                  | 100                                              | 42                                               |
| Roșiori (Teleorman)                              |                                                  |                                                  | 100                                              | 42                                               |
| Toplița                                          | Maroshévíz                                       |                                                  | 100                                              | 42                                               |
| Galați                                           | Galac                                            |                                                  | 300                                              | 43                                               |
| Târgu Mureș                                      | Marosvásárhely                                   |                                                  | 300                                              | 43                                               |
| Craiova                                          | Krajova                                          |                                                  | 600                                              | 44                                               |
| Moldova Noua                                     | Újmoldova                                        |                                                  | 100                                              | 44                                               |
| Oradea                                           | Nagyvárad                                        |                                                  | 600                                              | 44                                               |
| Vișea                                            | Visa                                             |                                                  | 300                                              | 44                                               |
| Abrud                                            | Abrudbánya                                       |                                                  | 100                                              | 45                                               |
| Buzău                                            | Bodzavásár                                       |                                                  | 300                                              | 45                                               |
| Calarași                                         | Kalaras                                          |                                                  | 300                                              | 46                                               |
| Petroșani                                        | Petrozsény                                       |                                                  | 600                                              | 46                                               |
| Calafat                                          |                                                  |                                                  | 100                                              | 47                                               |
| Constanța                                        | Konstanca                                        |                                                  | 300                                              | 47                                               |
| Deva                                             | Déva                                             |                                                  | 300                                              | 47                                               |
| Oaș                                              | Avasfelsőfalu                                    |                                                  | 100                                              | 47                                               |
| Bălcești (Vâlcea)                                |                                                  |                                                  | 100                                              | 50                                               |
| Făget                                            | Facsád                                           |                                                  | 100                                              | 50                                               |
| Ploiești                                         |                                                  |                                                  | 600                                              | 51                                               |
| Iași                                             | Jászvásár                                        |                                                  | 300                                              | 51                                               |
| Turnu Severin                                    | Szörényvár                                       |                                                  | 300                                              | 51                                               |
| Lipova                                           | Lippa                                            |                                                  | 100                                              | 52                                               |
| Năsăud                                           | Naszód                                           |                                                  | 100                                              | 52                                               |
| Turnu Măgurele                                   |                                                  |                                                  | 100                                              | 52                                               |
| Vașlui                                           | Vászló                                           |                                                  | 100                                              | 52                                               |
| Argeș                                            | Argyasudvarhely                                  |                                                  | 100                                              | 53                                               |
| Slobozia (Ialomița)                              |                                                  |                                                  | 100                                              | 53                                               |
| Suceava                                          | Szucsáva                                         |                                                  | 600                                              | 53                                               |
| Timișoara                                        | Temesvár                                         |                                                  | 600                                              | 53                                               |
| Bacău                                            | Bákó                                             |                                                  | 600                                              | 54                                               |
| Baia Mare                                        | Nagybánya                                        |                                                  | 600                                              | 54                                               |
| Giurgiu                                          | Gyurgyevó                                        |                                                  | 100                                              | 54                                               |
| Tulcea                                           | Tulcsa                                           |                                                  | 100                                              | 54                                               |
| Piatra Neamț                                     | Karácsonkő                                       |                                                  | 100                                              | 56                                               |
| Râmnicu Vâlcea                                   |                                                  |                                                  | 100                                              | 56                                               |
| Zalău                                            | Zilah                                            |                                                  | 100                                              | 56                                               |
| Cluj                                             | Kolozsvár                                        |                                                  | 300                                              | 57                                               |
| Focșani                                          | Foksány                                          |                                                  | 300                                              | 57                                               |
| Hârlău                                           | Harló                                            |                                                  | 100                                              | 58                                               |
| Babadag (Dobrudzsa)                              |                                                  |                                                  | 600                                              | 58                                               |
| Novaci (Gorj)                                    |                                                  |                                                  | 100                                              | 58                                               |
| Reșița                                           | Resicabánya                                      |                                                  | 300                                              | 58                                               |
| Bistrița                                         | Beszterce                                        |                                                  | 300                                              | 59                                               |
| București                                        | Bukarest                                         |                                                  | 600                                              | 59                                               |
| Vaşcău                                           | Vaskoh                                           |                                                  | 300                                              | 59                                               |
| Galați                                           | Galac                                            |                                                  | 300                                              | 60                                               |
| Târgu Mureș                                      | Marosvásárhely                                   |                                                  | 300                                              | 60                                               |

## Közszolgálati csatornái
A Televiziunea Română országos közszolgálati televíziós intézmény, amely 12 csatornát működtet, ezekből 5 regionális:
| Román közszolgálati csatornák | Román közszolgálati csatornák              | Román közszolgálati csatornák                 | Román közszolgálati csatornák                                                                         |
| Megnevezés                    | Célközönség                                | Műsortematika                                 | Lefedettség                                                                                           |
| ----------------------------- | ------------------------------------------ | --------------------------------------------- | --- |
| TVR1                          | Országos                                   | Nemzeti főadó, általános–szórakoztató műsorok | Földi, kábel-televízió, digitális TV csomagok, internet - szinte teljes lefedettség Románia területén |
| TVR2                          | Országos                                   | Nemzeti főadó, általános–szórakoztató műsorok | Földi, kábel-televízió, digitális TV csomagok, internet - részleges lefedettség Románia területén     |
| TVR3                          | Országos                                   | Regionális csatorna                           | Kábel-televízió, digitális TV csomagok - részleges lefedettség Románia területén                      |
| TVR Info                      | Országos                                   | Hírcsatorna                                   | Kábel-televízió, digitális TV csomagok - részleges lefedettség Románia területén                      |
| TVR Cultural                  | Országos                                   | Kulturális és színházi                        | Kábel-televízió, digitális TV csomagok - részleges lefedettség Románia területén                      |
| TVR Folclor                   | Országos                                   | folklór                                       | Kábel-televízió, digitális TV csomagok - részleges lefedettség Románia területén                      |
| TVR Sport                     | Országos                                   | Sport                                         | Kábel-televízió, digitális TV csomagok - részleges lefedettség Románia területén                      |
| TVR HD                        | Országos                                   | Megszűnt                                      | Digitális TV csomagok egy része - részleges lefedettség Románia területén                             |
| TVRi                          | Nemzetközi                                 | Nemzetközi                                    | Műhold (kódolatlanul), internet - részleges külföldi lefedttség                                       |
| TVR Moldova                   | Nemzetközi (Románia, Moldovai Köztársaság) | általános                                     | |
| TVR Cluj                      | Regionális                                 | Kolozsvári regionális adás                    | Kábel-televízió, műhold (kódolt) - részleges regionális lefedettség                                   |
| TVR Iași                      | Regionális                                 | Jászvásári regionális adás                    | Kábel-televízió, műhold (kódolt) - részleges regionális lefedettség                                   |
| TVR Craiova                   | Regionális                                 | Craiovai regionális adás                      | Kábel-televízió, műhold (kódolt) - részleges regionális lefedettség                                   |
| TVR Timișoara                 | Regionális                                 | Temesvári regionális adás                     | Kábel-televízió, műhold (kódolt) - részleges regionális lefedettség                                   |
| TVR Târgu Mureș               | Regionális                                 | Marosvásárhelyi regionális adás               | Kábel-televízió, műhold (kódolt) - részleges regionális lefedettség                                   |